# Государственный академический университет гуманитарных наук
Госуда́рственный академи́ческий университе́т гуманита́рных нау́к (ГАУГН) — российское государственное высшее учебное заведение, базирующееся в институтах Российской академии наук. Входит в число основных гуманитарных университетов в Москве, наряду с РГГУ, МГЛУ и другими вузами социально-гуманитарной направленности.
Университет носил наименования:
- 1992—1998 — Республиканский центр гуманитарного образования (РЦГО)[2],
- 1998—2008 — Государственный университет гуманитарных наук (ГУГН).
- с 2008 — Государственный академический университет гуманитарных наук (ГАУГН).

## История создания
На протяжении своей истории Российская академия наук содействовала созданию многих учебных заведений: Санкт-Петербургский университет, Московский государственный университет, университеты в Казани, Дерпте, Морская академия, Шляхетский корпус, Корпус горных инженеров, Варшавский университет и др.
В начале 1990-х гг. возникла идея создания отдельного университета при РАН, который бы смог частично восполнить недостаток гуманитарного знания в российском обществе. Таким образовательным учреждением в 1992 г. стал Республиканский центр гуманитарного образования (РЦГО), большой вклад в создание которого внесли академики РАН А. О. Чубарьян, В. Л. Макаров, А. А. Гусейнов, В. С. Стёпин, В. А. Ядов, Б. Н. Топорнин и др.
Первоначальная концепция предполагала открытие университета, охватывающего все области деятельности Академии наук, в том числе наличие в структуре университета, помимо социогуманитарных, также и факультетов точных наук. Название тоже предполагалось другим — Университет Российской академии наук (УРАН). Однако впоследствии концепция изменилась и Университет стал представлять только социально-гуманитарные институты РАН.
24 февраля 1994 г. РЦГО получил статус государственного образовательного учреждения высшего профессионального образования (Университета). В течение нескольких лет факультеты открывались ежегодно, в основном по инициативе руководства академических институтов, где формировались базовые кафедры и научно-образовательные центры.
В 1994 г. открыты: Исторический факультет на базе Института Всеобщей истории РАН (ИВИ РАН).
Философский факультет на базе Института философии РАН (ИФ РАН).
В 1995 году открыты: Факультет психологии на базе Института психологии РАН (ИП РАН).
Социологический факультет на базе Института социологии РАН (ФНИСЦ РАН).
Юридический факультет на базе Института государства и права РАН (ИГП РАН).
В 1996 году открыт первый в России Факультет политологии, который как и Философский факультет, стал базироваться в Институте философии РАН.
В 1998 году открыт Экономический факультет на базе Центрального экономики-математического института РАН (ЦЭМИ РАН).
В 2000 году открыт Факультет мировой политики на базе Института США и Канады РАН (ИСК РАН).
В 2008 году на Философском факультете было открыто отделение Востоковедения, а в 2016 году был создан Восточный факультет на базе Института востоковедения РАН (ИВ РАН).
В 2020 году при поддержке трех академических институтов РАН (Институт языкознания РАН, Институт мировой литературы им. А. М. Горького РАН, Института русского языка им. В. В. Виноградова РАН) открыт Филологический факультет.
Университет в должности ректора возглавляли:
- 1994—1996 — Любимов Лев Львович;
- 1996—2007 — Чубарьян Александр Оганович;
- 2007 — и. о. ректора Никитина Наталия Николаевна;
- 2007—2012 — Бибиков Михаил Вадимович;
- 2012—2013 — и. о. ректора Лисицын-Светланов Андрей Геннадьевич
- 2013 — и. о. ректора Афанасьев Михаил Юрьевич;
- 2013—2022 — Фомин-Нилов Денис Валерьевич;
- 2022—2024 — врио ректора Сокольщик Илья Михайлович;
- с 2024 — и. о. ректора Промыслов Николай Владимирович.

Президентом ГАУГН с 2007 года является академик А.О. Чубарьян.

## Структура
Факультеты и направления подготовки университета базируются в соответствующих по профилю институтах РАН.
- Исторический факультет — Институт всеобщей истории РАН, Институт археологии РАН
- Факультет мировой политики — Институт США и Канады РАН
- Факультет политологии — Институт философии РАН
- Юридический факультет — кадровый потенциал Института государства и права РАН
- Факультет психологии — Институт психологии РАН
- Социологический факультет — Институт социологии РАН
- Философский факультет — Институт философии РАН
- Экономический факультет — Центральный экономико-математический институт РАН
- Восточный факультет — Институт востоковедения РАН

На базе ГАУГН С 2001 по 2017 год действовал Научно-методический совет по истории при Минобрнауки России.

## Научные журналы
- Электронный научно-образовательный журнал «История» (ЭНОЖ «История»)[4] — по истории.
- ЭНОЖ «Nauka.me»[5] — для начинающих исследователей в области социально-гуманитарных наук.
- ЭНОЖ «Полилог/Polylogos»[6] — выходит четыре раза в год, о политической науке, философии политики и философии истории.
- ЭНОЖ «Искусственные общества»[7] — для исследований искусственных обществ.

## Значимые мероприятия
ГАУГН является организатором и соорганизатором таких мероприятий как: Международная школа историков, научный Форум Moscow Science Week, форум «Гуманитарное пространство мегаполиса», Премия Правительства Москвы для молодых учёных, Всероссийского медиафорума в РАН, Международного медиафорума «Пространство Евразия» и др.